# Convención Internacional para la protección de todas las Personas contra las Desapariciones Forzadas
La Convención Internacional para la protección de todas las Personas contra las Desapariciones Forzadas es una convención que se basa en gran medida en la Convención de las Naciones Unidas contra la Tortura, u otro derecho internacional de los derechos humanos.

## Definición
El concepto de "Desaparición forzada" se define en el artículo 2 de la Convención como:

[E]l arresto, la detención, el secuestro o cualquier otra forma de privación de libertad que sean obra de agentes del Estado o por personas o grupos de personas que actúan con la autorización, el apoyo o la aquiescencia del Estado, seguida de la negativa a reconocer dicha privación de libertad o del ocultamiento de la suerte o el paradero de la persona desaparecida, sustrayéndola a la protección de la ley.

El artículo 1 de la Convención, además, dice que:

En ningún caso podrán invocarse circunstancias excepcionales tales como estado de guerra o amenaza de guerra, inestabilidad política interna o cualquier otra emergencia pública como justificación de la desaparición forzada.

El uso generalizado o sistemático de desaparición forzada se define como un crimen contra la humanidad en el artículo 5.
Las partes en la Convención se comprometen a:
- Investigar los actos de desaparición forzada y llevar a los responsables ante la justicia;
- Asegurar que la desaparición forzada sea tipificada como delito en su legislación penal;
- Establecer su jurisdicción sobre el delito de desaparición forzada cuando el presunto delincuente se encuentre en su territorio, incluso si no es ciudadano o residente;
- Cooperar con otros estados para asegurar que los culpables sean enjuiciados o extraditados, y para ayudar a las víctimas de desaparición forzada, o localizar y devolver sus restos;
- Respetar las normas mínimas legales en torno a la privación de libertad, incluido el derecho de prisión a ser impugnada ante los tribunales;
- Establecer un registro de las personas actualmente encarceladas, y permitir que sea inspeccionado por los familiares y abogados;
- Garantizar que las víctimas de desaparición forzada o de los directamente afectados por ella tienen derecho a obtener reparación e indemnización.

El Convenio se regirá por un Comité contra la Desaparición Forzada elegidos por sus partes. Las partes están obligadas a informar a esta comisión sobre las medidas que hayan adoptado para aplicar el plazo de dos años de ser sometidos a ella.
El Convenio incluye un sistema opcional de quejas que los ciudadanos de las partes puede apelar ante el Comité para la asistencia en la localización de una persona desaparecida. Las partes podrán formar parte de este sistema en cualquier momento, pero solo pueden optar por que una vez firmado.